# Rugby en España 1975
Con el proyecto de reestructuración de la segunda división se trataba de reducir costes separando a los clubs en 4 grupos por zonas, de forma que los desplazamientos fueran más cortos. Por ello en la temporada 1974-1975 las ligas regionales iban a ser muy importantes para configurar esta nueva geografía del rugby español. Dependiendo del número de licencias de cada federación territorial se les asignaría un número determinado de puestos en la liga nacional que se disputarán en los propios torneos regionales. Es decir 22 nuevos equipos entrarían a formar parte de la liga nacional de 2ª división.

CUADRO DE HONOR
| TORNEO                             | CAMPEÓN                         | SUBCAMPEÓN                    |
| ---------------------------------- | ------------------------------- | ----------------------------- |
| IX Campeonato Nacional de Liga 1ªD | Club Deportivo Arquitectura     | Colegio Mayor Cisneros        |
| XLIII Campeonato España (Copa)     | Club Atlético San Sebastián     | CDU-Valladolid                |
| V Campeonato Nacional de Liga 2ªD  | Rugby Club Cornellà             | Valencia Rugby Club           |
| XII Campeonato España Juvenil      | Juventud Karmen                 | Club Atlético San Sebastián   |
| II Campeonato España Cadete        | Colegio El Salvador             | Santa María del Pilar         |
| Liga Catalana 1ªD                  | Club Natación Montjuich         | Rugby Club Andorra            |
| Liga de Madrid 1ªD                 | Club Atlético Uros (CAU)        | Club Deportivo Arquitectura   |
| Liga Castellana                    | CR Valladolid-San José          | Sargento Pepper's Salamanca   |
| Liga Asturias                      | Cultural Covadonga              | CAU Oviedo                    |
| Liga Vasco-Navarra                 | Hernani Club de Rugby           | Rugby Club Irún               |
| Liga Vizcaya                       | Bilbao Rugby Club               | Rugby Club Medicina de Bilbao |
| Liga Valenciana                    | XÈ-15 EPLA Valencia             | Club Náutico Cullera          |
| Liga Sevilla                       | Sevilla Club de Futbol          | Real Betis Balompié           |
| Liga Granada                       | Arquitectura Técnica Rugby Club | Club Deportivo Universitario  |
| Copa FIRA 1ª División              | Selección de rugby de España    | 4ª posición                   |

## Competiciones Nacionales

### IX Campeonato Nacional de Liga 1ª División
Arquitectura como campeón de 1974 se disponía a defender su título en un campeonato que en principio parecía muy igualado. El Canoe podría ser su rival más fuerte, en 1973, tras tres ligas consecutivas había ganado los dos partidos al campeón pero perdió puntos con rivales teóricamente más débiles, lo que supuso no revalidar un año más el título. Había sido también campeón de la copa, que ganó al Atlético San Sebastián, finalista de las últimas 3 copas, ganó dos finales pero que en liga era muy irregular. Otro candidato era el subcampeón de 1974, el Natación Barcelona. En la parte media, y como posibles aspirantes estaban los madrileños del CAU Madrid y del Colegio Mayor Cisneros y los siempre competitivos catalanes de la Samboyana. El CDU-Valladolid, Barça y el recién ascendido RACA de Sevilla lucharían por evitar el descenso.

#### Resultados

##### Primera Vuelta
El Arquitectura defendía con éxito su título ganando uno tras otro sus compromisos, pero el Canoe fue perdiendo terreno, empatando en  casa en la 2ª jornada con el CDU-Valladolid, y perdiendo en la siguiente con el Cisneros. Pero las últimas esperanzas de alcanzar a líder se fueron cuando en la 6ª perdió con el Natación y aún peor, cuando en la siguiente cayó en casa contra el colista, el RACA. En esa jornada los arquitectos seguían invictos, mientras sus más cercanos seguidores (CAU y Cisneros) empataban entre ellos. Al final de la primera vuelta Arquitectura tenía 6 puntos de ventaja sobre el Cisneros y 9 sobre el CAU. En la parte de abajo el Barça estaba 4 puntos por debajo de un grupo formado por RACA, Atlético SS, Natación y Canoe.

| Resultados 1ª División IDA        | Resultados 1ª División IDA  | Resultados 1ª División IDA | Resultados 1ª División IDA  |
| Ciudad                            | Local                       | Resultado                  | Visitante                   |
| --------------------------------- | --------------------------- | -------------------------- | --------------------------- |
| 1ª Jornada (13 octubre de 1974)   |                             |                            |                             |
| Valladolid                        | CDU-Valladolid              | 6-6                        | Colegio Mayor Cisneros      |
| Barcelona                         | Unión Deportiva Samboyana   | 10-19                      | Canoe Natación Club         |
| Madrid                            | Club Deportivo Arquitectura | 29-3                       | Club de Fútbol Barcelona    |
| Madrid                            | Club Atlético Uros (CAU)    | 17-10                      | Club Natación Barcelona     |
| San Sebastián                     | Club Atlético San Sebastián | 29-6                       | Club de Campo RACA Sevilla  |
| 2ª Jornada (20 octubre de 1974)   |                             |                            |                             |
| Madrid                            | Colegio Mayor Cisneros      | 21-18                      | Club Atlético San Sebastián |
| Madrid                            | Canoe Natación Club         | 10-10                      | CDU-Valladolid              |
| Barcelona                         | Club de Fútbol Barcelona    | 0-14                       | Unión Deportiva Samboyana   |
| Barcelona                         | Club Natación Barcelona     | 3-18                       | Club Deportivo Arquitectura |
| Sevilla                           | Club de Campo RACA Sevilla  | 6-16                       | Club Atlético Uros (CAU)    |
| 3ª Jornada (27 octubre de 1974)   |                             |                            |                             |
| Madrid                            | Colegio Mayor Cisneros      | 13-4                       | Canoe Natación Club         |
| Valladolid                        | CDU-Valladolid              | 20-7                       | Club de Fútbol Barcelona    |
| Barcelona                         | Unión Deportiva Samboyana   | 7-3                        | Club Natación Barcelona     |
| Madrid                            | Club Deportivo Arquitectura | 28-14                      | Club de Campo RACA Sevilla  |
| San Sebastián                     | Club Atlético San Sebastián | 8-0                        | Club Atlético Uros (CAU)    |
| 4ª Jornada (3 noviembre de 1974)  |                             |                            |                             |
| Madrid                            | Canoe Natación Club         | 21-8                       | Club Atlético San Sebastián |
| Barcelona                         | Club de Fútbol Barcelona    | 4-11                       | Colegio Mayor Cisneros      |
| Barcelona                         | Club Natación Barcelona     | 16-6                       | CDU-Valladolid              |
| Sevilla                           | Club de Campo RACA Sevilla  | 15-9                       | Unión Deportiva Samboyana   |
| Madrid                            | Club Atlético Uros (CAU)    | 14-19                      | Club Deportivo Arquitectura |
| 5ª Jornada (10 noviembre de 1974) |                             |                            |                             |
| Madrid                            | Canoe Natación Club         | 25-10                      | Fútbol Club Barcelona       |
| Madrid                            | Colegio Mayor Cisneros      | 7-0                        | Club Natación Barcelona     |
| Valladolid                        | CDU-Valladolid              | 14-10                      | Club de Campo RACA Sevilla  |
| Barcelona                         | Unión Deportiva Samboyana   | 13-12                      | Club Atlético Uros (CAU)    |
| Madrid                            | Club Deportivo Arquitectura | 48-12                      | Club Atlético San Sebastián |
| 6ª Jornada (17 noviembre de 1974) |                             |                            |                             |
| Barcelona                         | Club de Fútbol Barcelona    | 19-18                      | Club Atlético San Sebastián |
| Barcelona                         | Club Natación Barcelona     | 25-9                       | Canoe Natación Club         |
| Sevilla                           | Club de Campo RACA Sevilla  | 7-9                        | Colegio Mayor Cisneros      |
| Madrid                            | Club Atlético Uros (CAU)    | 18-3                       | CDU-Valladolid              |
| Madrid                            | Club Deportivo Arquitectura | 15-6                       | Unión Deportiva Samboyana   |
| 7ª Jornada (24 noviembre 1974)    |                             |                            |                             |
| Barcelona                         | Club de Fútbol Barcelona    | 7-4                        | Club Natación Barcelona     |
| Madrid                            | Canoe Natación Club         | 4-6                        | Club de Campo RACA Sevilla  |
| Madrid                            | Colegio Mayor Cisneros      | 0-0                        | Club Atlético Uros (CAU)    |
| Valladolid                        | CDU-Valladolid              | 10-16                      | Club Deportivo Arquitectura |
| San Sebastián                     | Club Atlético San Sebastián | 16-8                       | Unión Deportiva Samboyana   |
| 8ª Jornada (1 diciembre 1974)     |                             |                            |                             |
| San Sebastián                     | Club Atlético San Sebastián | 10-22                      | Club Natación Barcelona     |
| Sevilla                           | Club de Campo RACA Sevilla  | 34-3                       | Fútbol Club Barcelona       |
| Madrid                            | Club Atlético Uros (CAU)    | 17-11                      | Canoe Natación Club         |
| Madrid                            | Club Deportivo Arquitectura | 21-3                       | Colegio Mayor Cisneros      |
| Barcelona                         | Unión Deportiva Samboyana   | 0-0                        | CDU-Valladolid              |
| 9ª Jornada (9 diciembre de 1973)  |                             |                            |                             |
| Barcelona                         | Club Natación Barcelona     | 3-8                        | Club de Campo RACA Sevilla  |
| Barcelona                         | Futbol Club Barcelona       | 4-13                       | Club Atlético Uros (CAU)    |
| Madrid                            | Canoe Natación Club         | 6-11                       | Club Deportivo Arquitectura |
| Madrid                            | Colegio Mayor Cisneros      | 6-11                       | Unión Deportiva Samboyana   |
| Valladolid                        | CDU-Valladolid              | 15-0                       | Club Atlético San Sebastián |

##### Segunda Vuelta
Antes de Navidad, el Canoe se dejaba otro punto en casa contra la Samboyana, y de luchar por el título pasaba a evitar la promoción. A la vuelta de la vacaciones, sin embargo, los canoistas hacen un favor a los arquitectos, ganando a los colegiales del Cisneros y les dejaban el campeonato en bandeja de plata. Arquitectura tenía ya 8 puntos de ventaja, por lo que tenían 4 derrotas de margen, algo que se veía impensable. Y efectivamente, en la jornada siguiente, el Natación al vencer al Cisneros, le daba matemáticamente la liga. A falta de 4 jornadas, Arquitectura renovaba su título de campeón de España de 1ª División. quedaba dirimir el subcampeonato, posiblemente entre Cisneros y CAU. Y sobre todo el descenso y la promoción, en la que 4 equipos estaban en 2 puntos: RACA, CDU, Atlético y Barça. En la jornada 17.ª el duelo entre Barça y RACA terminaba a favor de los catalanes, lo que dejaba todo para la última jornada con los catalanes por delante. El empate entre Atlético y CDU-Valladolid salvaba a ambos equipos, y el RACA conseguía vencer el Natación en Sevilla, el Barça podría salvarse venciendo al CAU a domicilio, pero no pudo ser y cayó por un cortísimo 22-21. El único club que había estado presente en las 8 ligas celebradas hasta el momento, bajaba a 2ª división.
Por otro lado el Cisneros había obtenido el subcampeonato por delante del CAU, y con el Canoe en cuarta posición, por lo que se daba la circunstancia de que los 4 equipos madrileños copaban las primeras plazas de la clasificación.
| Resultados 1ª División Vuelta         | Resultados 1ª División Vuelta | Resultados 1ª División Vuelta | Resultados 1ª División Vuelta |
| Ciudad                                | Local                         | Resultado                     | Visitante                     |
| ------------------------------------- | ----------------------------- | ----------------------------- | ----------------------------- |
| 10ª Jornada (15 de diciembre de 1974) |                               |                               |                               |
| Madrid                                | Colegio Mayor Cisneros        | 12-0                          | CDU-Valladolid                |
| Madrid                                | Canoe Natación Club           | 7-7                           | Unión Deportiva Samboyana     |
| Madrid                                | Futbol Club Barcelona         | 3-25                          | Club Deportivo Arquitectura   |
| Madrid                                | Club Natación Barcelona       | 15-4                          | Club Atlético Uros (CAU)      |
| San Sebastián                         | Club de Campo RACA Sevilla    | 12-16                         | Club Atlético San Sebastián   |
| 11ª Jornada (22 de diciembre de 1974) |                               |                               |                               |
| Madrid                                | Club Atlético San Sebastián   | 4-16                          | Colegio Mayor Cisneros        |
| Madrid                                | CDU-Valladolid                | 4-10                          | Canoe Natación Club           |
| Barcelona                             | Unión Deportiva Samboyana     | 0-0                           | Club de Fútbol Barcelona      |
| Madrid                                | Club Deportivo Arquitectura   | 22-15                         | Club Natación Barcelona       |
| Sevilla                               | Club Atlético Uros (CAU)      | 18-9                          | Club de Campo RACA Sevilla    |
| 12ª Jornada (5 de enero de 1975)      |                               |                               |                               |
| Madrid                                | Canoe Natación Club           | 17-0                          | Colegio Mayor Cisneros        |
| Barcelona                             | Club de Fútbol Barcelona      | 22-7                          | CDU-Valladolid                |
| Barcelona                             | Club Natación Barcelona       | 19-13                         | Unión Deportiva Samboyana     |
| Sevilla                               | Club de Campo RACA Sevilla    | 8-22                          | Club Deportivo Arquitectura   |
| San Sebastián                         | Club Atlético Uros (CAU)      | 7-11                          | Club Atlético San Sebastián   |
| 13ª Jornada (12 de enero de 1975)     |                               |                               |                               |
| Madrid                                | Club Atlético San Sebastián   | 9-22                          | Canoe Natación Club           |
| Madrid                                | Colegio Mayor Cisneros        | 24-6                          | Club de Fútbol Barcelona      |
| Valladolid                            | CDU-Valladolid                | 6-14                          | Club Natación Barcelona       |
| Barcelona                             | Unión Deportiva Samboyana     | 25-7                          | Club de Campo RACA Sevilla    |
| Madrid                                | Club Deportivo Arquitectura   | 6-6                           | Club Atlético Uros (CAU)      |
| 14ª Jornada (19 de enero de 1975)     |                               |                               |                               |
| Barcelona                             | Fútbol Club Barcelona[        | 12-10                         | Canoe Natación Club]]         |
| Barcelona                             | Club Natación Barcelona       | 10-7                          | Colegio Mayor Cisneros        |
| Sevilla                               | Club de Campo RACA Sevilla    | 6-4                           | CDU-Valladolid                |
| Barcelona                             | Club Atlético Uros (CAU)      | 12-0                          | Unión Deportiva Samboyana     |
| San Sebastián                         | Club Atlético San Sebastián   | 0-6                           | Club Deportivo Arquitectura   |
| 15ª Jornada (26 de enero de 1975)     |                               |                               |                               |
| Barcelona                             | Club Atlético San Sebastián   | 32-4                          | Club de Fútbol Barcelona      |
| Barcelona                             | Canoe Natación Club           | No jugado                     | Club Natación Barcelona       |
| Sevilla                               | Colegio Mayor Cisneros        | 20-0                          | Club de Campo RACA Sevilla    |
| Madrid                                | CDU-Valladolid                | 3-10                          | Club Atlético Uros (CAU)      |
| Madrid                                | Unión Deportiva Samboyana     | 10-3                          | Club Deportivo Arquitectura   |
| 16ª Jornada (9 de febrero de 1975)    |                               |                               |                               |
| Barcelona                             | Club Natación Barcelona       | 9-4                           | Club de Fútbol Barcelona      |
| Sevilla                               | Club de Campo RACA Sevilla    | 7-9                           | Canoe Natación Club           |
| Madrid                                | Club Atlético Uros (CAU)      | 0-3                           | Colegio Mayor Cisneros        |
| Madrid                                | Club Deportivo Arquitectura   | 22-8                          | CDU-Valladolid                |
| Barcelona                             | Unión Deportiva Samboyana     | 14-0                          | Club Atlético San Sebastián   |
| 17ª Jornada (16 de febrero de 1975)   |                               |                               |                               |
| Barcelona                             | Club Natación Barcelona       | 15-3                          | Club Atlético San Sebastián   |
| Barcelona                             | Fútbol Club Barcelona         | 15-7                          | Club de Campo RACA Sevilla    |
| Madrid                                | Canoe Natación Club           | 30-11                         | Club Atlético Uros (CAU)      |
| Madrid                                | Colegio Mayor Cisneros        | 0-10                          | Club Deportivo Arquitectura   |
| Barcelona                             | CDU-Valladolid                | 0-0                           | Unión Deportiva Samboyana     |
| 18ª Jornada (23 de febrero de 1975)   |                               |                               |                               |
| Sevilla                               | Club de Campo RACA Sevilla    | 9-3                           | Club Natación Barcelona       |
| Madrid                                | Club Atlético Uros (CAU)      | 22-21                         | Futbol Club Barcelona         |
| Madrid                                | Club Deportivo Arquitectura   | 6-11                          | Canoe Natación Club           |
| Barcelona                             | Unión Deportiva Samboyana     | 16-37                         | Colegio Mayor Cisneros        |
| San Sebastián                         | Club Atlético San Sebastián   | 15-15                         | CDU-Valladolid                |

- Elemento de lista de viñetas

#### Tabla de resultados
| Local \ Visitante      | ARQ   | ASS   | BAR   | CAN   | CAU   | CDU   | CIS   | NAT   | RAC   | SAM   |   |
| ---------------------- | ----- | ----- | ----- | ----- | ----- | ----- | ----- | ----- | ----- | ----- | - |
| C.D. ARQUITECTURA      | —     | 6–0   | 29–3  | 16–0  | 6–6   | 22–8  | 21–3  | 22–15 | 28–14 | 15–6  |   |
| ATLÉTICO San Sebástian | 12–48 | —     | 32–4  | 9–22  | 8–0   | 15–15 | 4–16  | 10–22 | 26–9  | 16–8  |   |
| C.F. BARCELONA         | 3–25  | 19–18 | —     | 12–10 | 4–13  | 22–7  | 4–11  | 7–4   | 15–7  | 0–14  |   |
| CANOE N.C.             | 6–11  | 21–8  | 25–12 | —     | 30–11 | 10–10 | 17–0  | --    | 4–6   | 7–7   |   |
| CAU MADRID             | 14–19 | 7–11  | 22–21 | 17–11 | —     | 18–3  | 0–3   | 17–10 | 18–9  | 12–0  |   |
| CDU VALLADOLID         | 10–16 | 15–0  | 20–7  | 4–10  | 3–10  | —     | 6–6   | 6–14  | 14–10 | 12–10 |   |
| C.M. CISNEROS          | 0–10  | 21–18 | 24–6  | 13–4  | 0–0   | 12–0  | —     | 7–0   | 20–0  | 6–11  |   |
| NATACIóN Barcelona     | 3–18  | 15–3  | 9–4   | 25–9  | 15–4  | 16–6  | 10–7  | —     | 3–8   | 19–13 |   |
| R.A.C.A. SEVILLA       | 0–22  | 12–16 | 34–3  | 7–9   | 16–6  | 6–4   | 7–9   | 9–3   | —     | 15–9  |   |
| U.D. SAMBOYANA         | 10–3  | 14–0  | 4–4   | 10–19 | 13–12 | 0–0   | 16–37 | 7–3   | 25–7  | —     |   |
|                        |       |       |       |       |       |       |       |       |       |       | — |

#### Clasificación
| \| \| Clasificación Liga Nacional 1974-1975 \| |                                       |     |    |   |    |     |     |     |
| Pos                                            | Equipo                                | Jug | V  | E | D  | PF  | PC  | Pts |
| 1º                                             | Club Deportivo Arquitectura           | 18  | 16 | 1 | 1  | 337 | 121 | 51  |
| 2º                                             | Colegio Mayor Cisneros                | 18  | 11 | 2 | 5  | 195 | 139 | 42  |
| 3º                                             | CAU Madrid Rugby Club                 | 18  | 9  | 2 | 7  | 197 | 172 | 38  |
| 4º                                             | Canoe Natación Club                   | 17  | 8  | 2 | 7  | 214 | 178 | 35  |
| 5º                                             | Club Natación Barcelona               | 17  | 9  | 0 | 8  | 186 | 157 | 35  |
| 6º                                             | Unión Deportiva Samboyana             | 18  | 7  | 3 | 8  | 182 | 186 | 35  |
| 7º                                             | Club Atlético San Sebastián           | 18  | 6  | 1 | 11 | 206 | 274 | 31  |
| 8º                                             | CDU-Valladolid                        | 18  | 4  | 4 | 10 | 143 | 204 | 30  |
| 9º                                             | R.A.C.A. de Sevilla                   | 18  | 6  | 0 | 12 | 174 | 244 | 30  |
| 10º                                            | Fútbol Club Barcelona                 | 18  | 5  | 1 | 12 | 150 | 308 | 29  |
|                                                | Clasificación Liga Nacional 1974-1975 |     |    |   |    |     |     |     |

| Trophee championnat Espagnol Rugby  |
| Campeón Club Deportivo Arquitectura |
| 2º título                           |

### Vº Campeonato Nacional de Liga 2ª División
Los dos equipos sevillanos de 1974 habían desaparecido de la competición, el RACA ascendía a 1ª y el Sevilla CF descendió con el La Salle-Bonanova. Estos equipos fueron sustituidos por el Cornellá (que descendía desde la 1º) y los ascendidos Liceo Francés de Madrid y los campeones valencianos del Valencia RC. Así el Sporting, Olímpico-64, Universitario de Barcelona, Pueblo Nuevo y Veterinaria repetían en la categoría.
Para 1976 se tenía pensado aumentar la liga para hacer 4 grupos por zonas, con el objetivo de disminuir los costes en viajes. Por ello en la liga de 1975 no habría descensos y solo de lucharía por conseguir el ascenso y la promoción a la 1ª división. 

#### Resultados

##### Primera Vuelta
Al final de la primera vuelta destacaban por arriba los recién ascendidos del Valencia, invictos y que solo cedieron un empate ante el Sporting. Por abajo también se destacaba el Pueblo Nuevo, con todos sus partidos perdidos. El Cornellá había empezado mal, pero fue remontando hasta ocupar la segunda plaza, seguido de los dos equipos madrileños Olímpico-64 y Liceo Francés, con 4 victorias, pero 3 derrotas. Pero si exceptuamos a líder y el colista, todos los equipos estaban muy igualados

| Resultados 2ª División IDA           | Resultados 2ª División IDA   | Resultados 2ª División IDA | Resultados 2ª División IDA    |
| Ciudad                               | Local                        | Resultado                  | Visitante                     |
| ------------------------------------ | ---------------------------- | -------------------------- | ----------------------------- |
| 1ª Jornada (27 de octubre de 1974)   |                              |                            |                               |
| Valencia                             | Valencia Rugby Club          | 26-11                      | Liceo Francés                 |
| Barcelona                            | Club Deportivo Universitario | 16-3                       | Club Natación Pueblo Nuevo    |
| Madrid                               | Club Olímpico-64 Madrid      | 21-9                       | Rugby Club Cornellà           |
| Zaragoza                             | CD Veterinaria Zaragoza      | 6-6                        | Real Sporting de Gijón        |
| 2ª Jornada (3 de noviembre de 1974)  |                              |                            |                               |
| Madrid                               | Liceo Francés                | 16-9                       | CD Veterinaria Zaragoza       |
| Barcelona                            | Club Natación Pueblo Nuevo   | 6-36                       | Valencia Rugby Club           |
| Barcelona                            | Rugby Club Cornellà          | 6-0                        | Club Deportivo Universitario  |
| Gijón                                | Real Sporting de Gijón       | 13-3                       | Club Olímpico-64 Madrid       |
| 3ª Jornada (10 de noviembre de 1974) |                              |                            |                               |
| Madrid                               | Liceo Francés                | 21-6                       | Club Natación Pueblo Nuevo    |
| Valencia                             | Valencia Rugby Club          | 26-15                      | Rugby Club Cornellà           |
| Barcelona                            | Club Deportivo Universitario | 15-18                      | Real Sporting de Gijón        |
| Zaragoza                             | CD Veterinaria Zaragoza      | 4-0                        | Club Olímpico-64 Madrid       |
| 4ª Jornada (17 de noviembre de 1974) |                              |                            |                               |
| [[[Barcelona]]                       | Club Natación Pueblo Nuevo   | 8-14                       | CD Veterinaria Zaragoza       |
| [[[Barcelona]]                       | Rugby Club Cornellà          | 12-7                       | Liceo Francés                 |
| Gijón                                | Real Sporting de Gijón       | 9-9                        | Valencia Rugby Club           |
| Barcelona                            | Club Olímpico-64 Madrid      | 4-0                        | Club Deportivo Universitario' |
| 5ª Jornada (24 de noviembre de 1974) |                              |                            |                               |
| Barcelona                            | Club Natación Pueblo Nuevo'  | 3-17                       | Rugby Club Cornellà           |
| Madrid                               | Liceo Francés                | 19-9                       | Real Sporting de Gijón        |
| Valencia                             | Valencia Rugby Club          | 18-6                       | Club Olímpico-64 Madrid       |
| Zaragoza                             | CD Veterinaria Zaragoza      | 9-22                       | Club Deportivo Universitario  |
| 6ª Jornada (3 de diciembre de 1974)  |                              |                            |                               |
| Zaragoza                             | CD Veterinaria Zaragoza      | 6-8                        | Rugby Club Cornellà           |
| Gijón                                | Real Sporting de Gijón       | 10-9                       | Club Natación Pueblo Nuevo    |
| Madrid                               | Club Olímpico-64 Madrid      | 15-4                       | Liceo Francés                 |
| Barcelona                            | Club Deportivo Universitario | 0-38                       | Valencia Rugby Club           |
| 7ª Jornada (8 de diciembre de 1974)  |                              |                            |                               |
| Barcelona                            | Rugby Club Cornellà          | 19-6                       | Real Sporting de Gijón        |
| Barcelona                            | Club Natación Pueblo Nuevo   | 10-20                      | Club Olímpico-64 Madrid       |
| Madrid                               | Liceo Francés                | 42-0                       | Club Deportivo Universitario  |
| Valencia                             | Valencia Rugby Club          | 51-0                       | CD Veterinaria Zaragoza       |

##### Segunda Vuelta
El Valencia fue perdiendo fuelle en la segunda vuelta, siendo derrotado por el Liceo, el Cornellá y el Olímpico. Estos últimos hicieron una buena segunda vuelta y solo perdieron contra los catalanes. En la última jornada los tres equipos tenían posibilidades de proclamarse campeones.Y no falló ninguno, el Cornellá, tenía un difícil encuentro en Gijón pero logró la victoria (y por tanto el campeonato) por un corto 6-7. El Valencia también solventó el subcampeonato ganando al  Veterinaria, en el siempre difícil campo de Zaragoza. El Olímpico ganó sin problemas (34-4) al Pueblo Nuevo, pero solo le sirvió para ser tercero en la clasificación final. 
Como no habría descensos, las 14 derrotas del Pueblo Nuevo no fueron un problema. Igualmente el Universitario, a pesar de ser penúltimo no descendió.
| Resultados 2ª División VUELTA        | Resultados 2ª División VUELTA | Resultados 2ª División VUELTA | Resultados 2ª División VUELTA |
| Ciudad                               | Local                         | Resultado                     | Visitante                     |
| ------------------------------------ | ----------------------------- | ----------------------------- | ----------------------------- |
| 8ª Jornada (15 de diciembre de 1974) |                               |                               |                               |
| Madrid                               | Liceo Francés                 | 16-12                         | Valencia Rugby Club           |
| Barcelona                            | Club Natación Pueblo Nuevo    | 3-4                           | Club Deportivo Universitario  |
| Barcelona                            | Rugby Club Cornellà           | 15-10                         | Club Olímpico-64 Madrid       |
| Zaragoza                             | Real Sporting de Gijón        | 25-0                          | CD Veterinaria Zaragoza       |
| 9ª Jornada (5 de enero de 1975)      |                               |                               |                               |
| Madrid                               | CD Veterinaria Zaragoza       | 13-0                          | Liceo Francés                 |
| Barcelona                            | Valencia Rugby Club           | 18-12                         | Club Natación Pueblo Nuevo    |
| Barcelona                            | Club Deportivo Universitario  | 3-21                          | Rugby Club Cornellà           |
| Gijón                                | Club Olímpico-64 Madrid       | 27-8                          | Real Sporting de Gijón        |
| 10ª Jornada (12 de enero de 1975)    |                               |                               |                               |
| Barcelona                            | Club Natación Pueblo Nuevo    | 4-15                          | Liceo Francés                 |
| Barcelona                            | Rugby Club Cornellà           | 10-0                          | Valencia Rugby Club           |
| Gijón                                | Real Sporting de Gijón        | 18-6                          | Club Deportivo Universitario  |
| Madrid                               | Club Olímpico-64 Madrid       | 14-9                          | CD Veterinaria Zaragoza       |
| 11ª Jornada (19 de enero de 1975)    |                               |                               |                               |
| [[[Zaragoza]]                        | CD Veterinaria Zaragoza       | 16-3                          | Club Natación Pueblo Nuevo    |
| [[[Madrid]]                          | Liceo Francés                 | 12-3                          | Rugby Club Cornellà           |
| Gijón                                | Valencia Rugby Club           | 18-3                          | Real Sporting de Gijón        |
| Barcelona                            | Club Deportivo Universitario  | 8-37                          | Club Olímpico-64 Madrid       |
| 12ª Jornada (26 de enero de 1975)    |                               |                               |                               |
| Barcelona                            | Rugby Club Cornellà           | 40-0                          | Club Natación Pueblo Nuevo    |
| Gijón                                | Real Sporting de Gijón        | 26-6                          | Liceo Francés                 |
| [Madrid]]                            | Club Olímpico-64 Madrid       | 21-4                          | Valencia Rugby Club           |
| Barcelona                            | Club Deportivo Universitario  | 10-16                         | CD Veterinaria Zaragoza       |
| 13ª Jornada (9 de febrero de 1975)   |                               |                               |                               |
| Zaragoza                             | Rugby Club Cornellà           | 27-4                          | CD Veterinaria Zaragoza       |
| Gijón                                | Real Sporting de Gijón        | 10-9                          | Club Natación Pueblo Nuevo    |
| Madrid                               | Liceo Francés                 | 4-8                           | Club Olímpico-64 Madrid       |
| Valencia                             | Valencia Rugby Club           | 14-9                          | Club Deportivo Universitario  |
| 14ª Jornada (16 de febrero de 1975)  |                               |                               |                               |
| Gijón                                | Real Sporting de Gijón        | 6-7                           | Rugby Club Cornellà           |
| Madrid                               | Club Olímpico-64 Madrid       | 34-4                          | Club Natación Pueblo Nuevo    |
| Barcelona                            | Club Deportivo Universitario  | 9-23                          | Liceo Francés                 |
| Zaragoza                             | CD Veterinaria Zaragoza       | 3-9                           | Valencia Rugby Club           |

#### Tabla de resultados
| Local \ Visitante  | COR   | UNI  | LIC   | OLI   | NPN   | RSG   | VAL   | VET   |
| ------------------ | ----- | ---- | ----- | ----- | ----- | ----- | ----- | ----- |
| R.C. CORNELLÁ      | —     | 6–0  | 12–7  | 15–10 | 40–0  | 19–6  | 10–0  | 27–4  |
| CD UNIVERSITARIO   | 3–21  | —    | 9–23  | 8–37  | 16–3  | 15–18 | 0–38  | 10–16 |
| LICEO FRANCÉS      | 12–3  | 42–0 | —     | 4–8   | 21–6  | 19–9  | 16–12 | 13–11 |
| OLÍMPICO-64 Madrid | 21–9  | 4–0  | 15–4  | —     | 34–4  | 27–8  | 21–4  | 14–9  |
| C.N. PUEBLO NUEVO  | 3–17  | 3–4  | 4–15  | 10–20 | —     | 0–16  | 13–25 | 8–14  |
| R. Sp. de GIJÓN    | 6–7   | 18–6 | 29–6  | 13–3  | 10–9  | —     | 9–9   | 25–4  |
| VALENCIA R.C.      | 26–15 | 14–9 | 26–11 | 18–6  | 18–12 | 18–3  | —     | 51–0  |
| CD VETERINARIA     | 6–8   | 9–22 | 13–0  | 4–0   | 16–3  | 3–3   | 3–9   | —     |

#### Clasificación
| \| \| Clasificación Liga Nacional 1970-1971 \| |                                       |     |    |   |    |     |     |     |
| Pos                                            | Equipo                                | Jug | V  | E | D  | PF  | PC  | Pts |
| 1º                                             | Rugby Club Cornellà                   | 14  | 11 | 0 | 3  | 209 | 104 | 36  |
| 2º                                             | Valencia Rugby Club                   | 14  | 10 | 1 | 3  | 268 | 128 | 35  |
| 3º                                             | Club Olímpico-64 Madrid               | 14  | 10 | 0 | 4  | 222 | 110 | 34  |
| 4º                                             | Real Sporting de Gijón                | 14  | 7  | 2 | 5  | 170 | 145 | 30  |
| 5º                                             | Liceo Francés de Madrid               | 14  | 8  | 0 | 6  | 193 | 150 | 30  |
| 6º                                             | Club Veterinaria de Zaragoza          | 14  | 5  | 1 | 8  | 112 | 193 | 25  |
| 7º                                             | CD Universitario Barcelona            | 14  | 3  | 0 | 11 | 102 | 252 | 20  |
| 8º                                             | Club Natación Pueblo Nuevo            | 14  | 0  | 0 | 14 | 82  | 260 | 14  |
|                                                | Clasificación Liga Nacional 1970-1971 |     |    |   |    |     |     |     |

| Trophee championnat Espagnol Rugby      |
| Campeón 2ª División Rugby Club Cornellà |
| 1er título                              |

#### Promoción de Ascenso a 1º División Nacional
| Ciudad   | Local               | Resultado | Visitante           |
| -------- | ------------------- | --------- | ------------------- |
| Sevilla  | R.A.C.A. de Sevilla | 41-14     | Valencia Rugby Club |
| Valencia | Valencia Rugby Club | 3-12      | R.A.C.A. de Sevilla |
| Agregado | R.A.C.A. de Sevilla | 53-17     | Valencia Rugby Club |

Ambos equipos permanecen en sus categorías

### XLIII Campeonato de España (Copa del Generalísimo)

#### Eliminatoria Previa
El 23 de febrero habría que hacer una eliminatoria previa para eliminar a 2 equipos de los 18 clasificados. Del sorteo salieron los emparejamientos Liceo Francés-C.N. Pueblo Nuevo y CD Veterinaria-CD Universitario Barcelona. 

Ambas eliminatorias se resolvieron por un corto margen entrando en la copa los madrileños del Liceo y los barceloneses del Universitario.
| Ciudad   | Local          | Resultado | Visitante                  |
| -------- | -------------- | --------- | -------------------------- |
| Madrid   | Liceo Francés  | 17-16     | C.N. Pueblo Nuevo          |
| Zaragoza | CD Veterinaria | 18-20     | CD Universitario Barcelona |

#### Cuadro de Competición
En octavos de final no hubo sorpresas, aunque cayó el club de 1ª Club Atlético Uros (CAU), que había sido emparejado con el campeón de liga Arquitectura. Un club de 2ª pasaba a cuartos, ya que el Cornellá venció la eliminatoria a otro 2ª, el Liceo Francés. La eliminatoria más igualada fue entre los madrileños del Olímpico-64 y del Canoe. Aunque los olímpicos perdieron los dos partidos, fueron ambos por tan solo 1 punto, 20-18 en la suma de los dos partidos.

La primera sorpresa se dio en cuartos cuando los colegiales del Cisneros eliminaron al Arquitectura. El resto de semifinalistas eran los ya habituales de este torneo el Canoe y Atlético San Sebastián, además del CDU-Valladolid, que dejaba fuera al Cornellá. 

Un año más los donostiarras del Atlético San Sebastián llegaban a la final, eliminando al Cisneros, demostrando que estaban en su torneo, y los resultados de liga no le influían. En la otra semifinal el Canoe ganó en casa por un corto 6-4, pero los pucelanos del CDU-Valladolid daban la vuelta a la eliminatoria ganando por 14-4 en Valladolid y accediendo a su primera final.

Los vascos vencieron por 14-0 en su 6ª final, su 4º título, en un torneo en el que el club donostiarra se estaba convirtiendo en el dominador. 
|  | Octavos de final             | Octavos de final       | Octavos de final       |                        |    | Cuartos de final         | Cuartos de final         | Cuartos de final         |  |  | Semifinales             | Semifinales             | Semifinales             |  |  | Final              | Final              | Final              |
|  | 2 y 9 de marzo de 1975       | 2 y 9 de marzo de 1975 | 2 y 9 de marzo de 1975 |                        |    | 13 y 20 de abril de 1975 | 13 y 20 de abril de 1975 | 13 y 20 de abril de 1975 |  |  | 11 y 18 de mayo de 1975 | 11 y 18 de mayo de 1975 | 11 y 18 de mayo de 1975 |  |  | 25 de mayo de 1975 | 25 de mayo de 1975 | 25 de mayo de 1975 |
|  |                              |                        |                        |                        |    |                          |                          |                          |  |  |                         |                         |                         |  |  |                    |                    |                    |
|  |                              |                        |                        |                        |    |                          |                          |                          |  |  |                         |                         |                         |  |  |                    |                    |                    |
|  |                              |                        |                        |                        |    |                          |                          |                          |  |  |                         |                         |                         |  |  |                    |                    |                    |
|  | Club Atlético Uros (CAU)     | 6                      | 3                      |                        |    |                          |                          |                          |  |  |                         |                         |                         |  |  |                    |                    |                    |
|  | Club Atlético Uros (CAU)     | 6                      | 3                      |                        |    |                          |                          |                          |  |  |                         |                         |                         |  |  |                    |                    |                    |
|  | CD Arquitectura Madrid       | 4                      | 16                     |                        |    |                          |                          |                          |  |  |                         |                         |                         |  |  |                    |                    |                    |
|  | CD Arquitectura Madrid       | 4                      | 16                     | CD Arquitectura Madrid | 6  | 0                        |                          |                          |  |  |                         |                         |                         |  |  |                    |                    |                    |
|  |                              |                        |                        |                        | 6  | 0                        |                          |                          |  |  |                         |                         |                         |  |  |                    |                    |                    |
|  |                              | Colegio Mayor Cisneros | 3                      | 25                     |    |                          |                          |                          |  |  |                         |                         |                         |  |  |                    |                    |                    |
|  | Real Sporting Gijón          | Colegio Mayor Cisneros | 3                      | 25                     | 6  | 0                        |                          |                          |  |  |                         |                         |                         |  |  |                    |                    |                    |
|  | Real Sporting Gijón          |                        |                        |                        | 6  | 0                        |                          |                          |  |  |                         |                         |                         |  |  |                    |                    |                    |
|  | Colegio Mayor Cisneros       | 35                     | 28                     |                        |    |                          |                          |                          |  |  |                         |                         |                         |  |  |                    |                    |                    |
|  | Colegio Mayor Cisneros       | 35                     | 28                     | Colegio Mayor Cisneros | 6  | 0                        |                          |                          |  |  |                         |                         |                         |  |  |                    |                    |                    |
|  |                              |                        |                        |                        | 6  | 0                        |                          |                          |  |  |                         |                         |                         |  |  |                    |                    |                    |
|  |                              | Atlético San Sebastián | 3                      | 15                     |    |                          |                          |                          |  |  |                         |                         |                         |  |  |                    |                    |                    |
|  | U.D. Samboyana               | Atlético San Sebastián | 3                      | 15                     | 15 | 19                       |                          |                          |  |  |                         |                         |                         |  |  |                    |                    |                    |
|  | U.D. Samboyana               |                        |                        |                        | 15 | 19                       |                          |                          |  |  |                         |                         |                         |  |  |                    |                    |                    |
|  | Club Natación Barcelona      | 6                      | 10                     |                        |    |                          |                          |                          |  |  |                         |                         |                         |  |  |                    |                    |                    |
|  | Club Natación Barcelona      | 6                      | 10                     | U.D. Samboyana         | 0  | 4                        |                          |                          |  |  |                         |                         |                         |  |  |                    |                    |                    |
|  |                              |                        |                        |                        | 0  | 4                        |                          |                          |  |  |                         |                         |                         |  |  |                    |                    |                    |
|  |                              | Atlético San Sebastián | 12                     | 0                      |    |                          |                          |                          |  |  |                         |                         |                         |  |  |                    |                    |                    |
|  | Valencia Rugby Club          | Atlético San Sebastián | 12                     | 0                      | 13 | 0                        |                          |                          |  |  |                         |                         |                         |  |  |                    |                    |                    |
|  | Valencia Rugby Club          |                        |                        |                        | 13 | 0                        |                          |                          |  |  |                         |                         |                         |  |  |                    |                    |                    |
|  | Atlético San Sebastián       | 16                     | 54                     |                        |    |                          |                          |                          |  |  |                         |                         |                         |  |  |                    |                    |                    |
|  | Atlético San Sebastián       | 16                     | 54                     | Atlético San Sebastián | 14 |                          |                          |                          |  |  |                         |                         |                         |  |  |                    |                    |                    |
|  |                              |                        |                        |                        | 14 |                          |                          |                          |  |  |                         |                         |                         |  |  |                    |                    |                    |
|  |                              | CDU-Valladolid         | 0                      |                        |    |                          |                          |                          |  |  |                         |                         |                         |  |  |                    |                    |                    |
|  | Fútbol Club Barcelona        | CDU-Valladolid         | 0                      | 11                     | 3  |                          |                          |                          |  |  |                         |                         |                         |  |  |                    |                    |                    |
|  | Fútbol Club Barcelona        |                        |                        |                        | 3  |                          |                          |                          |  |  |                         |                         |                         |  |  |                    |                    |                    |
|  | Club de Campo RACA           | 12                     | 23                     |                        |    |                          |                          |                          |  |  |                         |                         |                         |  |  |                    |                    |                    |
|  | Club de Campo RACA           | 12                     | 23                     | Club de Campo RACA     | 16 | 0                        |                          |                          |  |  |                         |                         |                         |  |  |                    |                    |                    |
|  |                              |                        |                        |                        | 16 | 0                        |                          |                          |  |  |                         |                         |                         |  |  |                    |                    |                    |
|  |                              | Canoe Natación Club    | 10                     | 30                     |    |                          |                          |                          |  |  |                         |                         |                         |  |  |                    |                    |                    |
|  | Canoe Natación Club          | Canoe Natación Club    | 10                     | 30                     | 16 | 4                        |                          |                          |  |  |                         |                         |                         |  |  |                    |                    |                    |
|  | Canoe Natación Club          |                        |                        |                        | 16 | 4                        |                          |                          |  |  |                         |                         |                         |  |  |                    |                    |                    |
|  | Olímpico-64                  | 15                     | 3                      |                        |    |                          |                          |                          |  |  |                         |                         |                         |  |  |                    |                    |                    |
|  | Olímpico-64                  | 15                     | 3                      | Canoe Natación Club    | 6  | 4                        |                          |                          |  |  |                         |                         |                         |  |  |                    |                    |                    |
|  |                              |                        |                        |                        | 6  | 4                        |                          |                          |  |  |                         |                         |                         |  |  |                    |                    |                    |
|  |                              | CDU-Valladolid         | 4                      | 14                     |    |                          |                          |                          |  |  |                         |                         |                         |  |  |                    |                    |                    |
|  | Liceo Francés                | CDU-Valladolid         | 4                      | 14                     | 3  | 18                       |                          |                          |  |  |                         |                         |                         |  |  |                    |                    |                    |
|  | Liceo Francés                |                        |                        |                        | 3  | 18                       |                          |                          |  |  |                         |                         |                         |  |  |                    |                    |                    |
|  | Rugby Club Cornellá          | 10                     | 21                     |                        |    |                          |                          |                          |  |  |                         |                         |                         |  |  |                    |                    |                    |
|  | Rugby Club Cornellá          | 10                     | 21                     | Rugby Club Cornellá    | 6  | 9                        |                          |                          |  |  |                         |                         |                         |  |  |                    |                    |                    |
|  |                              |                        |                        |                        | 6  | 9                        |                          |                          |  |  |                         |                         |                         |  |  |                    |                    |                    |
|  |                              | CDU-Valladolid         | 14                     | 13                     |    |                          |                          |                          |  |  |                         |                         |                         |  |  |                    |                    |                    |
|  | Club Deportivo Universitario | CDU-Valladolid         | 14                     | 13                     | 12 | 3                        |                          |                          |  |  |                         |                         |                         |  |  |                    |                    |                    |
|  | Club Deportivo Universitario |                        |                        |                        | 12 | 3                        |                          |                          |  |  |                         |                         |                         |  |  |                    |                    |                    |
|  | CDU-Valladolid               | 43                     | 34                     |                        |    |                          |                          |                          |  |  |                         |                         |                         |  |  |                    |                    |                    |

| Copa_del_Rey_(rugby_union)     |
| Campeón Atlético San Sebastián |
| 4º título                      |

### Ascenso a Liga Nacional 2ª División
En el campeonato de 2ª División de 1975-1976 iban a participar 32 equipos, en 4 grupos, por lo que ningún equipo de 2ª de 1975 descendería y los ascensos se darían directamente desde las ligas regionales.

#### Grupo Norte
Federaciones Vasco-Navarra, de Vizcaya, Asturiana y Cántabra.

|                        | Asturias               | Vasco-Navarra                 | Vizcaya              | Cantabria                |
| ---------------------- | ---------------------- | ----------------------------- | -------------------- | ------------------------ |
| Permanece en 2ª:       | Real Sporting de Gijón |                               |                      |                          |
| Ascienden de regional: | Cultural Covadonga     | Rugby Club Irún               | Bilbao Rugby Club    | Instituto Torres-Quevedo |
|                        |                        | Hernani Club de Rugby         | Club Medicina Bilbao |                          |
|                        |                        | Club Atlético San Sebastián B |                      |                          |

#### Grupo Centro
Federaciones Madrid, Castellana y Aragón.

|                        | Madrid                        | Castilla                    | Aragón                     |
| ---------------------- | ----------------------------- | --------------------------- | -------------------------- |
| Permanecen en 2ª:      | Olímpico-64                   |                             | Club Deportivo Veterinaria |
|                        | Liceo Francés                 |                             |                            |
| Ascienden de regional: | Club Deportivo Arquitectura B | Sargento Pepper's Salamanca | Club Deportivo Ciencias    |
|                        | CAU Madrid Rugby Club B       |                             |                            |
|                        | Canoe Natación Club B         |                             |                            |

#### Grupo Levante
Federaciones Cataluña y Valencia.

|                        | Cataluña                     | Valencia             |
| ---------------------- | ---------------------------- | -------------------- |
| Desciende de 1ª:       | Futbol Club Barcelona        |                      |
| Permanecen en 2ª:      | Club Natación Pueblo Nuevo   | Valencia Rugby Club  |
|                        | Club Deportivo Universitario |                      |
| Ascienden de regional: | Club Natación Montjuich      | Club Náutico Cullera |
|                        | GEYEG Gerona                 | XÈ-15 Valencia       |

#### Grupo Sur
Federación de Andalucía (Delegaciones Sevilla y Granada)

|                        | Sevilla                  | Granada                      |
| ---------------------- | ------------------------ | ---------------------------- |
| Ascienden de regional: | Sevilla Club de Fútbol   | Universidad de Granada Rugby |
|                        | Real Betis Balompié      | Arquitectura Técnica C.R.    |
|                        | Club de Rugby Ciencias   |                              |
|                        | Club de Campo RACA B     |                              |
| Repesca:               | Universitario de Córdoba |                              |
|                        | Medicina Sevilla         |                              |

### XIIº Campeonato de España Juvenil
El campeonato juval fue superior a los de Valladolid y ganó 22-7 y se proclamó campeón juvenil por primera vez.
|  | Octavos de final           | Octavos de final       | Octavos de final       |                            |    | Cuartos de final         | Cuartos de final         | Cuartos de final         |  |  | Semifinales             | Semifinales             | Semifinales             |  |  | Final              | Final              | Final              |
|  | 2 y 9 de marzo de 1975     | 2 y 9 de marzo de 1975 | 2 y 9 de marzo de 1975 |                            |    | 13 y 20 de abril de 1975 | 13 y 20 de abril de 1975 | 13 y 20 de abril de 1975 |  |  | 11 y 18 de mayo de 1975 | 11 y 18 de mayo de 1975 | 11 y 18 de mayo de 1975 |  |  | 25 de mayo de 1975 | 25 de mayo de 1975 | 25 de mayo de 1975 |
|  |                            |                        |                        |                            |    |                          |                          |                          |  |  |                         |                         |                         |  |  |                    |                    |                    |
|  |                            |                        |                        |                            |    |                          |                          |                          |  |  |                         |                         |                         |  |  |                    |                    |                    |
|  |                            |                        |                        |                            |    |                          |                          |                          |  |  |                         |                         |                         |  |  |                    |                    |                    |
|  | Canoe Natación             | 15                     | 6                      |                            |    |                          |                          |                          |  |  |                         |                         |                         |  |  |                    |                    |                    |
|  | Canoe Natación             | 15                     | 6                      |                            |    |                          |                          |                          |  |  |                         |                         |                         |  |  |                    |                    |                    |
|  | RACA Sevilla               | 3                      | 21                     |                            |    |                          |                          |                          |  |  |                         |                         |                         |  |  |                    |                    |                    |
|  | RACA Sevilla               | 3                      | 21                     | RACA Sevilla               | 7  | 0                        |                          |                          |  |  |                         |                         |                         |  |  |                    |                    |                    |
|  |                            |                        |                        |                            | 7  | 0                        |                          |                          |  |  |                         |                         |                         |  |  |                    |                    |                    |
|  |                            | Colegio San José       | 12                     | 28                         |    |                          |                          |                          |  |  |                         |                         |                         |  |  |                    |                    |                    |
|  | Colegio San José           | Colegio San José       | 12                     | 28                         | 22 | 8                        |                          |                          |  |  |                         |                         |                         |  |  |                    |                    |                    |
|  | Colegio San José           |                        |                        |                            | 22 | 8                        |                          |                          |  |  |                         |                         |                         |  |  |                    |                    |                    |
|  | Seminario de Tarazona      | 0                      | 28                     |                            |    |                          |                          |                          |  |  |                         |                         |                         |  |  |                    |                    |                    |
|  | Seminario de Tarazona      | 0                      | 28                     | Colegio San José           | 3  | 13                       |                          |                          |  |  |                         |                         |                         |  |  |                    |                    |                    |
|  |                            |                        |                        |                            | 3  | 13                       |                          |                          |  |  |                         |                         |                         |  |  |                    |                    |                    |
|  |                            | Juventud Karmen        | 17                     | 19                         |    |                          |                          |                          |  |  |                         |                         |                         |  |  |                    |                    |                    |
|  | Juventud Karmen            | Juventud Karmen        | 17                     | 19                         | 96 | 40                       |                          |                          |  |  |                         |                         |                         |  |  |                    |                    |                    |
|  | Juventud Karmen            |                        |                        |                            | 96 | 40                       |                          |                          |  |  |                         |                         |                         |  |  |                    |                    |                    |
|  | León Rugby Club            | 0                      | 0                      |                            |    |                          |                          |                          |  |  |                         |                         |                         |  |  |                    |                    |                    |
|  | León Rugby Club            | 0                      | 0                      | Juventud Karmen            | 45 | 6                        |                          |                          |  |  |                         |                         |                         |  |  |                    |                    |                    |
|  |                            |                        |                        |                            | 45 | 6                        |                          |                          |  |  |                         |                         |                         |  |  |                    |                    |                    |
|  |                            | Hernani Rugby Club     | 4                      | 4                          |    |                          |                          |                          |  |  |                         |                         |                         |  |  |                    |                    |                    |
|  | Hernani Rugby Club         | Hernani Rugby Club     | 4                      | 4                          | 60 | 8                        |                          |                          |  |  |                         |                         |                         |  |  |                    |                    |                    |
|  | Hernani Rugby Club         |                        |                        |                            | 60 | 8                        |                          |                          |  |  |                         |                         |                         |  |  |                    |                    |                    |
|  | Guernica Rugby Club        | 6                      | 0                      |                            |    |                          |                          |                          |  |  |                         |                         |                         |  |  |                    |                    |                    |
|  | Guernica Rugby Club        | 6                      | 0                      | Juventud Karmen            | 32 |                          |                          |                          |  |  |                         |                         |                         |  |  |                    |                    |                    |
|  |                            |                        |                        |                            | 32 |                          |                          |                          |  |  |                         |                         |                         |  |  |                    |                    |                    |
|  |                            | Atlético San Sebastián | 4                      |                            |    |                          |                          |                          |  |  |                         |                         |                         |  |  |                    |                    |                    |
|  | Barcelona Unión Club (BUC) | Atlético San Sebastián | 4                      | 32                         | 10 |                          |                          |                          |  |  |                         |                         |                         |  |  |                    |                    |                    |
|  | Barcelona Unión Club (BUC) |                        |                        |                            | 10 |                          |                          |                          |  |  |                         |                         |                         |  |  |                    |                    |                    |
|  | Independiente Rugby Club   | 4                      | 0                      |                            |    |                          |                          |                          |  |  |                         |                         |                         |  |  |                    |                    |                    |
|  | Independiente Rugby Club   | 4                      | 0                      | Barcelona Unión Club (BUC) | 9  | 0                        |                          |                          |  |  |                         |                         |                         |  |  |                    |                    |                    |
|  |                            |                        |                        |                            | 9  | 0                        |                          |                          |  |  |                         |                         |                         |  |  |                    |                    |                    |
|  |                            | La Salle-Bonanova      | 9                      | 3                          |    |                          |                          |                          |  |  |                         |                         |                         |  |  |                    |                    |                    |
|  | La Salle-Bonanova          | La Salle-Bonanova      | 9                      | 3                          | 41 | 22                       |                          |                          |  |  |                         |                         |                         |  |  |                    |                    |                    |
|  | La Salle-Bonanova          |                        |                        |                            | 41 | 22                       |                          |                          |  |  |                         |                         |                         |  |  |                    |                    |                    |
|  | Cultural Covadonga         | 0                      | 0                      |                            |    |                          |                          |                          |  |  |                         |                         |                         |  |  |                    |                    |                    |
|  | Cultural Covadonga         | 0                      | 0                      | La Salle-Bonanova          | 0  | 27                       |                          |                          |  |  |                         |                         |                         |  |  |                    |                    |                    |
|  |                            |                        |                        |                            | 0  | 27                       |                          |                          |  |  |                         |                         |                         |  |  |                    |                    |                    |
|  |                            | Atlético San Sebastián | 60                     | 10                         |    |                          |                          |                          |  |  |                         |                         |                         |  |  |                    |                    |                    |
|  | U. D. San Carlos           | Atlético San Sebastián | 60                     | 10                         | 46 | 18                       |                          |                          |  |  |                         |                         |                         |  |  |                    |                    |                    |
|  | U. D. San Carlos           |                        |                        |                            | 46 | 18                       |                          |                          |  |  |                         |                         |                         |  |  |                    |                    |                    |
|  | Tatami Rugby Club          | 0                      | 6                      |                            |    |                          |                          |                          |  |  |                         |                         |                         |  |  |                    |                    |                    |
|  | Tatami Rugby Club          | 0                      | 6                      | Unión Deportiva San Carlos | 22 | 0                        |                          |                          |  |  |                         |                         |                         |  |  |                    |                    |                    |
|  |                            |                        |                        |                            | 22 | 0                        |                          |                          |  |  |                         |                         |                         |  |  |                    |                    |                    |
|  |                            | Atlético San Sebastián | 17                     | 6                          |    |                          |                          |                          |  |  |                         |                         |                         |  |  |                    |                    |                    |
|  | Atlético San Sebastián     | Atlético San Sebastián | 17                     | 6                          |    |                          |                          |                          |  |  |                         |                         |                         |  |  |                    |                    |                    |
|  |                            |                        |                        |                            |    |                          |                          |                          |  |  |                         |                         |                         |  |  |                    |                    |                    |
|  |                            |                        |                        |                            |    |                          |                          |                          |  |  |                         |                         |                         |  |  |                    |                    |                    |

## Campeonatos Regionales

#### Federación Catalana de Rugby
Sede: Barcelona

Licencias: 1581 (674 sénior, 362 juvenil, 545 cadete) 

19 clubes adscritos en 3 divisiones senior, 1 juvenil, 1 cadete, 1 infantil

Como la 2ª nacional iba a tener nueva configuración y se preveían 2 o 3 ascensos para los equipos catalanes, la federación decidió separar a los equipos B en un grupo propio y creó el Trofeo Presidente de equipos reservas. La 1ª División catalana estaría formada solo por equipos A que lucharían por el ascenso. Aunque el Rugby Club Andorra quedó 2º, la F.E.R. no permitió su inclusión en 2ª por no ser un equipo español. Club Natación Montjuich y GEYEG Gerona fueron los ascendidos.
| 1º Categoría | 1º Categoría                | 2ª Categoría | 2ª Categoría          | Reservas | Reservas                    | Juvenil | Juvenil                      | Cadetes | Cadetes                      |
| ------------ | --------------------------- | ------------ | --------------------- | -------- | --------------------------- | ------- | ---------------------------- | ------- | ---------------------------- |
| 1º           | Club Natación Montjuich     | 1º           | Casino Badalona       | 1º       | Unión Deportiva Samboyana B | 1º      | La Salle-Bonanova            | 1º      | Unión Deportiva Samboyana    |
| 2º           | Rugby Club Andorra          | 2º           | CRA Cassá             | 2º       | Club Natación Barcelona B   | 2º      | Barcelona Unión Club (BUC)   | 2º      | Club Natación Pueblo Nuevo   |
| 3º           | GEYEG Gerona                | 3º           | Rugby Reus            | 3º       | Unión Deportiva Samboyana C | 3º      | Futbol Club Barcelona        | 3º      | Rugby Club Cornellà          |
| 4º           | Barcelona Unión Club (BUC)  | 4º           | Centralban Rugby Club | 4º       | Futbol Club Barcelona B     | 4º      | Rugby Club Hospitalet        | 4º      | Club Natación Montjuich      |
| 5º           | CD Medicina Autónoma        | 5º           | Rugby Club Hospitalet | 5º       | Rugby Club Cornellà B       | 5º      | Club Natación Barcelona      | 5º      | Futbol Club Barcelona        |
| 6º           | La Salle-Bonanova           |              |                       | 6º       | Facultad de Medicina B      | 6º      | Club Natación Pueblo Nuevo   | 6º      | Club Deportivo Universitario |
| 7º           | Facultad de Medicina        |              |                       |          |                             | 7º      | Rugby Club Cornellà          | 7º      | La Salle-Bonanova            |
| 8º           | Real Club Deportivo Español |              |                       |          |                             | 8º      | Club Natación Montjuich      | 8º      | Academia Alpe                |
|              |                             |              |                       |          |                             | 9º      | Unión Deportiva Samboyana    |         |                              |
|              |                             |              |                       |          |                             | 10º     | Club Deportivo Universitario |         |                              |

#### Federación Castellana de Rugby

##### Federación de Madrid
Sede: Madrid

Licencias: 1367 (662 sénior, 467 juvenil, 238 cadetes))

15 clubes adscritos en 2 divisiones senior, 1 juvenil, 1 cadete

A diferencia de los clubes catalanes, los madrileños si querían que sus segundos equipos entraran en la liga nacional y tres de ellos coparon los puestos de ascenso: CAU B, Arquitectura B y Canoe B. 
| 1ª División | 1ª División                      | 2ª División | 2ª División                   | Juvenil | Juvenil                     | Cadetes | Cadetes                             |
| ----------- | -------------------------------- | ----------- | ----------------------------- | ------- | --------------------------- | ------- | ----------------------------------- |
| 1º          | Club Atlético Uros (CAU) B       | 1º          | Club Deportivo Arquitectura C | 1º      | Club Juventud Karmen        | 1º      | Santa María del Pilar               |
| 2º          | Club Deportivo Arquitectura B    | 2º          | Club Juventud Karmen          | 2º      | Canoe Natación Club         | 2º      | Liceo Francés                       |
| 3º          | Canoe Natación Club B            | 3º          | Club Atlético Uros (CAU) C    | 3º      | Club Atlético Uros (CAU)    | 3º      | Club Deportivo Arquitectura         |
| 4º          | Teca Rugby Club                  | 4º          | Club Deportivo Industriales B | 4º      | C.D. Filosofía y Letras     | 4º      | Club Juventud Karmen                |
| 5º          | Colegio Mayor Antonio de Nebrija | 5º          | Teca Rugby Club B             | 5º      | Santa María del Pilar       | 5º      | Olímpico-64                         |
| 6º          | CEU-San Pablo                    | 6º          | Liceo Francés B               | 6º      | Club Deportivo Arquitectura | 6º      | Colegio de Nuestra Señora de Loreto |
| 7º          | Colegio Mayor Cisneros B         | 7º          | Club Aparejadores             | 7º      | Liceo Francés               | 7º      | Club Deportivo Industriales         |
| 8º          | Olímpico-64 B                    | 8º          | ISEP Luis Vives-CEU           | 8º      | Colegio Mayor Cisneros      | 8º      | C.D. Filosofía y Letras             |
| 9º          | Liceo Francés B                  | 9º          | CEU-San Pablo B               | 9º      | Club Deportivo Industriales | 9º      | Teca Rugby Club                     |
| 10º         | Club Ingenieros Industriales     | 10º         | Canoe Natación Club C         | 10º     | Olímpico-64                 | 10º     | Canoe Natación Club                 |
|             |                                  | 11º         | C.D. Filosofía y Letras       |         |                             |         |                                     |

##### Federación de Valladolid
Sede: Valladolid

Licencias: 804 (228 Senior, 225 Juvenil, 350 Infantil)

12 clubs adscritos en 1 división sénior, 1 juvenil y torneos cadetes, infantiles, Alevines y Benjamines

| Valladolid | Valladolid                     | Juvenil | Juvenil                     |
| ---------- | ------------------------------ | ------- | --------------------------- |
| 1º         | CR Valladolid-San José         | 1º      | CR Valladolid-San José      |
| 2º         | Sargento Pepper's Salamanca    | 2º      | Unión Deportiva San Carlos  |
| 3º         | Zamora X-2000                  | 3º      | Colegio El Salvador         |
| 4º         | Seminario Inglés de Valladolid | 4º      | Colegio Lourdes             |
| 5º         | Rehala-Bellavista              | 5º      | Sargento Pepper's Salamanca |
| 6º         | Deportivo Balmansa             | 6º      | Centro Cultural Valladolid  |
| 7º         | CDU-Valladolid B               | 7º      | Olímpico Valladolid         |

#### Federaciones del Norte

##### Federación Asturiana
Sede: Gijón

Licencias: 668 (151 sénior, 225 juvenil, 94 cadete, 198 infantil) 

9 clubs en 1 división senior, 1 juvenil y 1 infantil

##### Federación de León
Sede: León

Licencias: 275 (89 sénior, 67juvenil, 63 cadetes, 56 infantil) 

12 clubs en 1 división senior

##### Federación Cántabra
Sede: Santander

Licencias: 261 (151 sénior, 73 juvenil, 100 infantil) 

10 clubes adscritos en 1 liga sénior, 1 juvenil y 1 cadete

| Asturias-León | Asturias-León                  | Juvenil Asturias | Juvenil Asturias               | León | León                     | Cantabria | Cantabria                      | Juvenil Cantabria | Juvenil Cantabria        |
| ------------- | ------------------------------ | ---------------- | ------------------------------ | ---- | ------------------------ | --------- | ------------------------------ | ----------------- | ------------------------ |
| 1º            | Cultural Covadonga             | 1º               | Cultural Covadonga             | 1º   | R.C. Veterinaria León    | 1º        | Instituto Torres-Quevedo       | 1º                | Colegio San Luis         |
| 2º            | CAU Oviedo                     | 2º               | Fundación Revillagigedo        | 2º   | SD. Hispánica-OJE        | 2º        | Independiente Rugby Club       | 2º                | Independiente Rugby Club |
| 3º            | Universidad Laboral            | 3º               | Escuela de Maestría Industrial | 3º   | C.M. Jesús Divino Pastor | 3º        | Facultad de Ciencias Santander | 3º                | Instituto J.M. Pereda    |
| 4º            | Grupo 2000                     | 4º               | Real Sporting Gijón B          | 4º   | Escuela Magisterio León  | 4º        | Librerías Revuelta             |                   |                          |
| 5º            | Escuela de Maestría Industrial | 5º               | Instituto Jovellanos           |      |                          |           |                                |                   |                          |
| 6º            | Real Sporting Gijón B          |                  |                                |      |                          |           |                                |                   |                          |

#### Federaciones Vascas

##### Federación Vasco-Navarra
Sede: San Sebastián

Licencias:637 (248 Senior, 248 Juvenil, 141 cadete)

10 clubes en 1 división sénior y 1 juvenil

##### Federación de Vizcaya
Sede: Bilbao

Licencias: 422 (190 sénior, 146 juvenil, 84 cadete)

8 clubes en 1 división sénior y 1 juvenil

| Vasco-Navarra | Vasco-Navarra                         | Juvenil | Juvenil                     | Vizcaya | Vizcaya                    | Vizcaya Juvenil | Vizcaya Juvenil       |
| ------------- | ------------------------------------- | ------- | --------------------------- | ------- | -------------------------- | --------------- | --------------------- |
| 1º            | Hernani Club de Rugby                 | 1º      | Club Atlético San Sebastián | 1º      | Bilbao Rugby Club          | 1º              | Gernika Rugby Taldea  |
| 2º            | Rugby Club Irún                       | 2º      | Hernani Club de Rugby       | 2º      | Rugby Club Medicina Bilbao | 2º              | Bilbao Rugby Club     |
| 3º            | Club Atlético San Sebastián B         | 3º      | Club Deportivo Bidasoa      | 3º      | Ingenieros Rugby Club      | 3º              | Baracaldo Rugby Club  |
| 4º            | Mondragon Club de Rugby               | 4º      | Mondragon Club de Rugby     | 4º      | Baracaldo Rugby Club       | 4º              | Ingenieros Rugby Club |
| 5º            | Sociedad Deportiva Anoeta             | 5º      | CD Larraona                 | 5º      | Gernika Rugby Taldea       |                 |                       |
| 6º            | Club de Rugby Univ. de Navarra (CRUN) | 6º      | Rugby Club Irún             | 6º      | Basauri Rugby Club         |                 |                       |
| 7º            | Club Deportivo Bidasoa                | 7º      | Sta Mª de Ordizia           |         |                            |                 |                       |
| 8º            | Sta Mª de Ordizia                     | 8º      | Aldapeta Club de Rugby      |         |                            |                 |                       |

#### Federaciones de Sur y Este

##### Federación Andaluza de Rugby
Sede: Sevilla

Licencias: 523 (290 sénior, 170 juvenil, 63 cadete) 

11 clubes adscritos 1 división senior, 1 juvenil

###### Delegación de Granada
Fundada en 1974

Sede: Granada

Licencias: 239 (144 sénior, 95 juvenil) 

11 clubes adscritos 1 división senior, 1 juvenil

##### Federación Valenciana
Sede: Valencia

Licencias: 654 (272 sénior, 182 juvenil, 200 cadete)

19 clubs en 1 división senior, 1 juvenil, 1 cadete y 1 infantil

##### Federación Aragonesa
Sede: Zaragoza

Licencias: 545 (103 sénior, 95 juvenil, 347 cadetes) 

5 clubs en 1 campeonato senior y 1 juvenil

| Andaluza         | Andaluza                      | Granada         | Granada                         | Valenciana 1ª      | Valenciana 1ª           | Valenciana 2ª | Valenciana 2ª         | Aragonesa      | Aragonesa                    |
| ---------------- | ----------------------------- | --------------- | ------------------------------- | ------------------ | ----------------------- | ------------- | --------------------- | -------------- | ---------------------------- |
| 1º               | Sevilla Club de Fútbol        | 1º              | Arquitectura Técnica Rugby Club | 1º                 | XÈ-15 Valencia          | 1º            | XÈ-15 Valencia B      | 1º             | Club Deportivo Ciencias      |
| 2º               | Real Betis Balompié           | 2º              | Club Deportivo Universitario    | 2º                 | Club Náutico de Cullera | 2º            | Valencia Rugby Club B | 2º             | Skoda Rugby XV               |
| 3º               | Club de Rugby Ciencias        | 3º              | Club Náutico O.E.U.             | 3º                 | CAU Rugby Valencia      | 3º            | CAU Rugby Valencia B  | 3º             | Armas Club de Rugby          |
| 4º               | Club de Campo RACA Sevilla B  | 4º              | C.M.U. Isabel La Católica       | 4º                 | Tatami Rugby Club       | 4º            | Orihuela Rugby Club   | 4º             | Club Deportivo Derecho       |
| 5º               | Club Medicina Sevilla         | 5º              | Facultad de Farmacia            | 5º                 | C.P. Les Abelles        | 5º            | C.P. Les Abelles      | 5º             | Club Deportivo Veterinaria B |
| 6º               | Club Universitario de Córdoba | 6º              | Colegio Mayor Santiago          | 6º                 | Moncada Rugby Club      | 6º            | Colegio Luis Vives    |                |                              |
| 7º               | Club Pineda                   |                 |                                 | 7º                 | Elche Rugby Club        |               |                       |                |                              |
| 8º               | Atlético Portuense            |                 |                                 | 8º                 | Tabernes Club de Rugby  |               |                       |                |                              |
| Andaluza Juvenil | Andaluza Juvenil              | Granada Juvenil | Granada Juvenil                 | Valenciana Juvenil | Valenciana Juvenil      |               |                       | Aragón Juvenil | Aragón Juvenil               |
| 1º               | Club de Campo RACA Sevilla    | 1º              | Colegio Mayor Santiago          | 1º                 | Tatami Rugby Club       |               |                       | 1º             | CR Seminario de Tarazona     |
| 2º               | Club de Rugby Divina Pastora  | 2º              | Club Náutico O.E.U.             | 2º                 | C.P. Les Abelles        |               |                       | 2º             | Skoda Rugby XV               |
| 3º               | Atlético Portuense            | 3º              | Arquitectura Técnica Rugby Club | 3º                 | Elche Rugby Club        |               |                       | 3º             | Club Moncayo                 |
| 4º               | Sevilla Club de Fútbol        | 4º              | Club Independientes             | 4º                 | Colegio Luis Vives      |               |                       |                |                              |
|                  |                               |                 |                                 | 5º                 | Valencia Rugby Club     |               |                       |                |                              |
|                  |                               |                 |                                 | 6º                 | Colegio Santo Domingo   |               |                       |                |                              |

## Competiciones internacionales

### Trofeo Europeo F.I.R.A. (Senior 1ª División)
Tercer año consecutivo en que la selección española jugaba en la 1ª división de la FIRA. De nuevo el objetivo era mantener la categoría. El primer partido contra Francia B nada se pudo hacer contra un equipo encorajinado al verse sorprendidos por Rumania en su primer partido, se perdió por un contundente 46-3. Tampoco se pudo ganar a Italia en Madrid, lo que dejaba las posibilidades de permanencia a obtener la victoria en Praga contra Checoslovaquia. En un partido muy serio de los españoles, se venció por 7-13 y se obtenía el 4º puesto. El partido final en Madrid contra Rumania, era importante sobre todo para los balcánicos, ya que si ganaban se proclamarían campeones. En un partido muy ajustado vencieron los visitantes y obtuvieron así su segundo título de campeón. 

#### Resultados
| Ciudad            | Fecha      | Local          | Resultado | Visitante      |
| ----------------- | ---------- | -------------- | --------- | -------------- |
| Bucarest          | 13-10-1974 | Rumania        | 15-10     | Francia B      |
| Šumperk           | 17-11-1974 | Checoslovaquia | 6-16      | Rumania        |
| Bourg-en-Bresse   | 15-12-1974 | Francia B      | 36-3      | Checoslovaquia |
| Mauléon           | 2-02-1975  | Francia B      | 46-3      | España         |
| Roma              | 15-02-1975 | Italia         | 9-16      | Francia B      |
| Madrid            | 6-04-1975  | España         | 3-19      | Italia         |
| Praga             | 27-04-1975 | Checoslovaquia | 7-13      | España         |
| Bucarest          | 27-04-1975 | Rumania        | 3-3       | Italia         |
| Madrid            | 4-05-1975  | España         | 12-16     | Rumania        |
| Regio de Calabria | 10-05-1975 | Italia         | 49-9      | Checoslovaquia |

#### Clasificación
| Lugar | Selección      | Partidos | Partidos | Partidos  | Partidos | Puntos  | Puntos    | Puntos | Tabla de puntos |
| Lugar | Selección      | Jugados  | Ganados  | Empatados | Perdidos | A favor | En contra | dif.   | Tabla de puntos |
| ----- | -------------- | -------- | -------- | --------- | -------- | ------- | --------- | ------ | --------------- |
| 1     | Rumania        | 4        | 3        | 1         | 0        | 50      | 31        | +19    | 11              |
| 2     | Francia        | 4        | 3        | 0         | 1        | 108     | 30        | +78    | 10              |
| 3     | Italia         | 4        | 2        | 1         | 1        | 80      | 31        | +49    | 9               |
| 4     | España         | 4        | 1        | 0         | 3        | 31      | 88        | -57    | 6               |
| 5     | Checoslovaquia | 4        | 0        | 0         | 4        | 12      | 106       | -94    | 4               |

| Bandera de Rumania |
| Campeón Rumania    |
| Segundo título     |